# Mike Henry

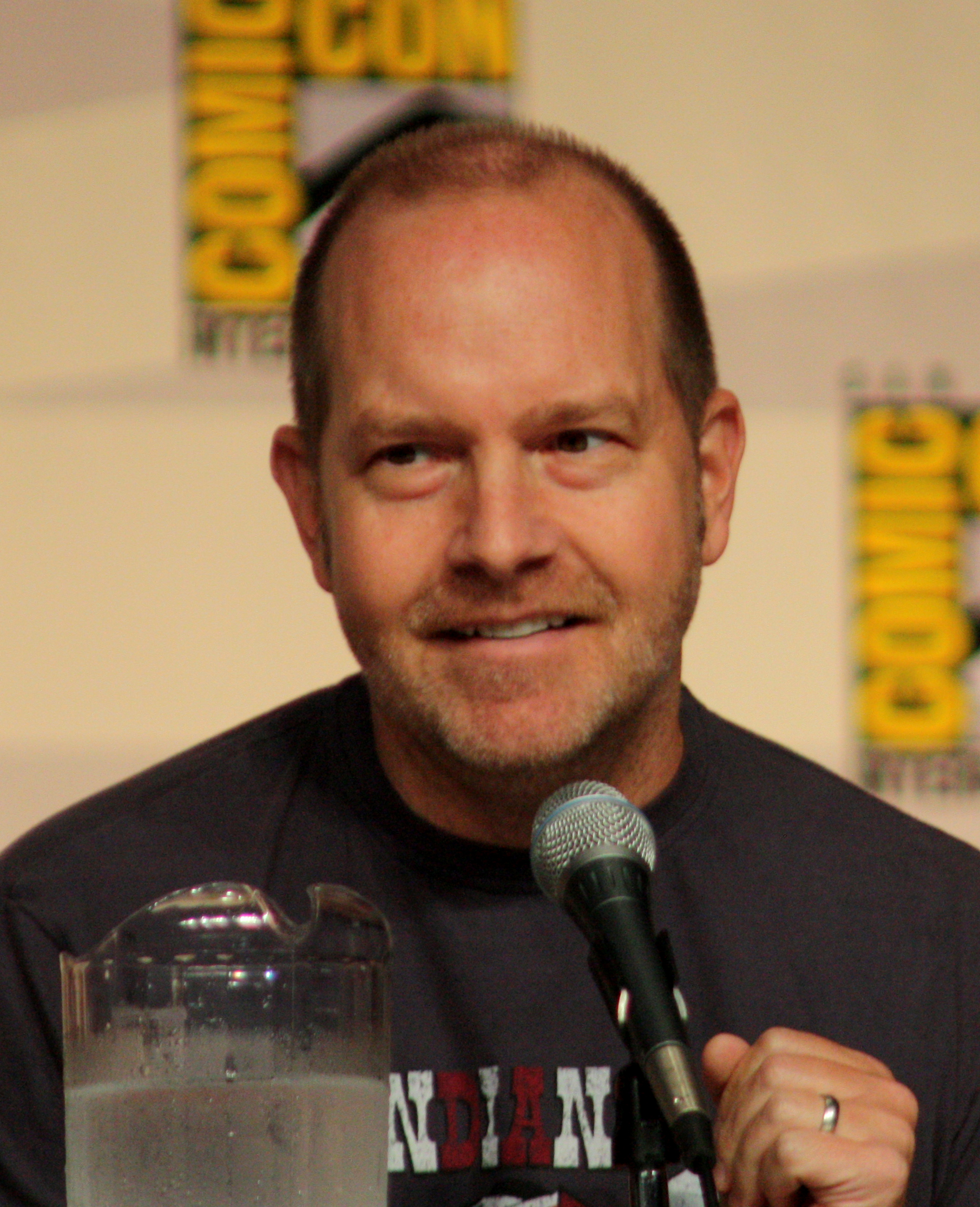
Mike Henry

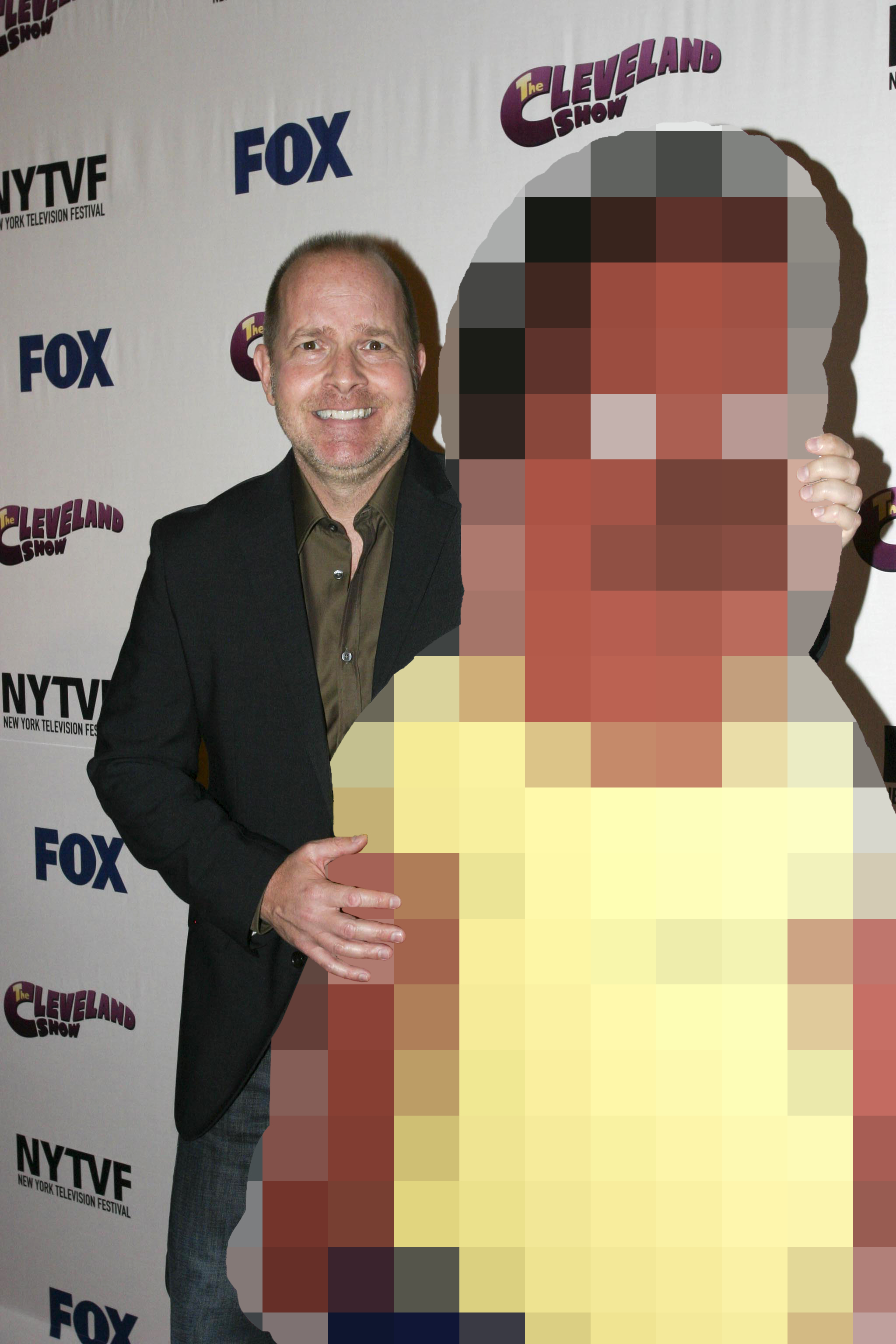
Mike Henry amb una representació de Cleveland Brown.

Michael Robert "Mike" Henry (Pontiac, Michigan, 7 de novembre de 1965) és un escriptor,  productor, actor de veu i còmic estatunidenc. És conegut pel seu treball en Family Guy on és guionista i productor a més de ser un dels més destacats actors que dona la seua veu als personatges de la sèrie, especialment a Cleveland Brown. Altres personatges que ha doblat són Herbert, el iaio efebofílic, Bruce el tipus del performance i el sord engreixat entre d'altres.
Es va graduar a la Washington and Lee University a Lexington, Virgínia. Juntament al seu germà va crear el 2003 el programa de càmera oculta Kicked in the Nuts.
Començant amb la producció del capitol de la cinquena temporada Abrete de orejas va formar part de la fitxa tècnica i ser actor principal de la sèrie juntament amb Seth MacFarlane, Alex Borstein, Seth Green, Patrick Warburton i Mila Kunis. Mike Henry va escriure els capítols La muerte vive, Un pez fuera del agua juntament amb Alex Borstein, El lío de Cleveland-Loretta Quagmire amb el seu germà Patrick Henry Juego de patriotas i Nada de comida sobre ruedas
Posteriorment va crear un spin-off de Family Guy amb Seth MacFarlane titulat The Cleveland Show enfocant la sèrie en Cleveland i la seua nova família.